# Le Diable rouge (avril 1917)
Le Diable rouge (avril 1917) est le septième album de la série 14-18, écrit par Éric Corbeyran, dessiné par Étienne Le Roux et Loïc Chevallier, mis en couleurs par Jérôme Brizard, et publié en mai 2017 aux éditions Delcourt.

## Résumé
Au printemps 1917, les troupes allemandes occupent la position dominante du plateau de Californie dans l’Aisne, plateau sur lequel les Allemands, en position dominante, se sont installés. Armand et ses amis sont stationnés avec les troupes françaises au pied du plateau, attendant de participer à la grande offensive planifiée par le général Nivelle, commandant en chef des armées, qui doit enfoncer la ligne allemande sur le chemin des Dames. Armand et Maurice, qui poursuit son témoignage au travers des lettres qu'il adresse à Nicole, sont pessimistes quant à l'issue de la bataille. Le 16 avril 1917, c’est le début de la bataille du Chemin des Dames, qui se prolongera jusqu'au 24 octobre 1917. Les Français sont rapidement laminés et les survivants doivent se terrer dans l’attente d’une prochaine offensive. Les pertes sont énormes (134 000 hommes dont 30 000 tués pour la semaine du 16 au 25 avril) et les esprits s’échauffent. Jacques, galvanisé par la rumeur de la révolution qui a lieu en Russie, tente de provoquer une rébellion. Arrêté, il va comparaître devant une cour martiale. Le 4 mai, une nouvelle offensive est lancée.

## Publication
- Édition originale : 46 pages, grand format, Delcourt coll. Histoire & Histoires, 2017 (DL 05/2017)  (ISBN 978-2-7560-7036-0)[1],[2]

## Liens
- Première Guerre mondiale
- Bataille du Chemin des Dames
- Mutineries de 1917